# Ion Groza
Ion Groza (n. 6 iulie 1966) este un profesor și politician din Republica Moldova, deputat în legislaturile 2019-2021 și 2021-2025 ale Parlamentului Republicii Moldova, reprezentant al Partidului Acțiune și Solidaritate (PAS).

## Biografie
În perioada 1988-1998, Groza a lucrat la Serviciul Pompieri din Cahul și a fost profesor de teologie la Institutul Biblic Internațional. În 1999-2012 a avut funcții de conducere în cadrul Misiunii Fără Frontiere din Moldova: întâi coordonator, apoi director executiv. Din 1995 este pastor la Biserica „Speranța” din satul Crihana Veche, raionul Cahul.

### Activitate politică
A fost consilier raional în Cahul în perioada 2000-2015. În 2015 a fost ales președinte al aceluiași raion, reprezentând Partidul Liberal Democrat din Moldova (PLDM). În anul următor s-a retras din PLDM. În timpul mandatului de președinte al raionului, ar fi admis două conflicte de interese: unul prin angajarea nurorii sale într-o funcție subordonată, cel de-al doilea prin transmiterea în arendă a unei tabere pentru copii către fundații creștine administrate de familia sa.
A candidat independent în circumscripția uninominală 43 Cahul la alegerile parlamentare din 2019 și cu numărul 15 pe lista Partidului Acțiune și Solidaritate la alegerile parlamentare din 2021. A acces în parlament în ambele cazuri. Tranziția spre fracțiunea PAS a făcut-o în mai 2020.